# Château d'Alter do Chão
Le château de Alter do Chão est une fortification militaire médiévale situé dans la freguesia de Alter do Chão (pt), sur le territoire de la municipalité de Alter do Chão (district de Portalegre, Portugal),.
Dans le centre historique de la ville, ce château est représentatif de l'architecture médiévale du XIIIe siècle, lorsqu'il coopérait avec le château voisin d'Alter Pedroso dans la défense de cette région. Il est classé Monument national depuis 1910.

## Historique
L'occupation humaine du site remonte à l'époque préromaine. Lors de la conquête romaine de la péninsule Ibérique, la colonie se développa, traversée par l'une des trois voies romaines reliant Olissipo (Lisbonne) à Augusta Emerita(Mérida), et prit le nom d'Abeltério. Elle fut ensuite rasée par les légions de l'empereur Hadrien (117-138), événement qui pourrait avoir conduit à la construction d'une fortification romaine. Par la suite, conquises par les Vandales , qui endommagèrent ses défenses, elles furent reconstruites pendant l'occupation musulmane, probablement sous le règne d'Abd al-Rahman III (912-961), comme en témoignent cinq rangées de pierres de taille dont la construction est caractéristique de la période califale.

### Le château médiéval
Dans le contexte de la reconquête chrétienne de la péninsule Ibérique, cette région fut occupée par les forces portugaises à partir de la deuxième décennie du XIIIe siècle : Alphonse II (1211-1223) ordonna son repeuplement en 1216. Sous le règne de Sanche II (1223-1248), le château est déjà mentionné dans la Charte de peuplement donnée à Alter do Chão par l'évêque de Guarda, Mestre Vicente Hispano (1232). Toujours dans le but d'augmenter sa population, le roi Alphonse III (1248-1279) accorda une charte à la ville (1249), ordonnant la reconstruction de son château.
Denis Ier (1279–1325) visita cette ville à plusieurs reprises et lui accorda une nouvelle charte (26 août 1292), qui fut réformée l'année suivante. Parmi ses privilèges, il lui accorda notamment celui de ne jamais avoir d'autre seigneur que le souverain lui-même. On ne sait cependant pas s'il se chargea de la fortification de la ville.
L'aspect actuel du château remonte au règne de Pierre Ier (1357-1367), qui ordonna sa reconstruction le 22 septembre 1357, d'après la plaque de marbre au-dessus de la porte principale. Le souverain modifia la charte de la ville en 1359. Ferdinand Ier (1367-1383) fit don des domaines de la ville à Nuno Álvares Pereira, qui les légua à son tour à Gonçalo Eanes de Abreu.
Sous le règne de Jean Ier (1385–1433), ce monarque confirma les domaines de la ville et de son château au connétable Nuno Álvares Pereira (1428). À sa mort, il le légua à sa fille, qui le transféra, par mariage avec le duc de Bragance, aux domaines de cette maison. À cette époque de succession, une campagne de travaux fut menée au château (1432).
Sous le règne de Jean II (1481-1495), le duc de Bragance de l'époque, Ferdinand II de Bragance, utilisa ce château comme prison, argument qui lui sera plus tard reproché lorsqu'il fut accusé de rébellion et de conspiration contre le souverain et condamné à mort (1483). Manuel Ier (1495-1521) accorda à la ville sa Nouvelle Charte (1er juin 1512), et la construction de la porte à linteau de la mairie date de cette époque.

### De la guerre de Restauration à nos jours
Pendant la guerre de Restauration, une barbette fut érigée sur le mur nord-est, sur lequel les créneaux furent reconstruits. L'existence d'une enceinte urbaine est attestée à cette époque. La ville et son château furent conquis et occupés par les troupes espagnoles sous le commandement de Juan d'Autriche (1662). Le château fut acquis, entre 1830 et 1840, par José Barreto Castelino Cota Falcão, qui le vendit, en 1892, à José Barahona Caldeira de Castel-Branco Cordovil.

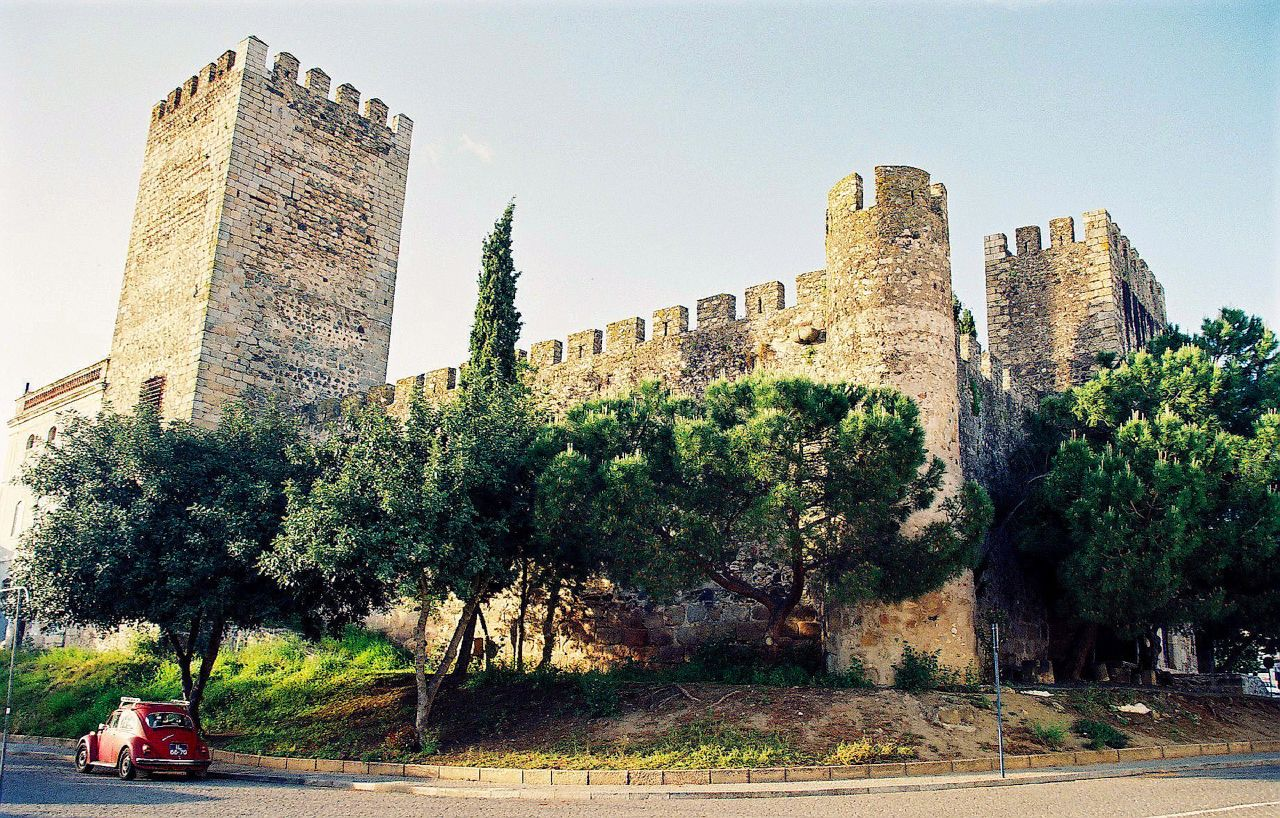

Au XXe siècle, il fut classé Monument National par décret du 23 juin 1910. Lors des célébrations du IIIe centenaire de la Restauration du Portugal, il fit l'objet d'un hommage, comme l'atteste une inscription épigraphique (1940). Peu après, il changea de nouveau de propriétaire, passant à la Casa Agrícola de Francisco Manuel Pina & Irmãs (1942), pour finalement être acquis par la Fondation de la Maison de Bragance, qui le conserve encore aujourd'hui.
Suite aux travaux de consolidation et de restauration commencés dans les années 1950, réalisés par la Direction générale des bâtiments et monuments nationaux (DGEMN), avec le financement de la Fondation de la Maison de Braganc, le château est aujourd'hui en bon état de conservation, encadré par une étroite bande paysagère.

## Caractéristiques
Le château, construit à 270 m d'altitude, présente un plan quadrangulaire de style gothique primitif. Les pans de muraille, en schiste et granite, sont renforcés par six tours : deux quadrangulaires, deux tours d'angles cylindriques, une tourelle quadrangulaire au centre de la partie nord-est et une tourelle carrée au-dessus de la porte, au centre de la partie sud-ouest. Le cubelo (pt) à l'angle est est couronné d'une flèche conique. Un chemin de ronde court au sommet des murs, protégé par des créneaux soutenus par des encorbellements dans la partie est. Les merlons quadrangulaires à embrasures alternées qui couronnent certaines de ces tours ont été reconstruits lors de rénovations effectuées dans les années 1940.
La porte du château, avec un arc ogival, est surmontée d'un blason avec une inscription épigraphique, qui se lit comme suit :

« ERAMILESS : CCC ET NONITÉ V AN XXII JOURS DE SEPTEMBRE LE TRÈS NOBLE ROI DOM PEDRO ORDONNA QUE CE CHÂTEAU QUI EST LE SIEN, D'ALTER DO CHÃO, SOIT CONSTRUIT »

L'année inscrite correspond à 1357 du calendrier grégorien. Par cette porte, on accède à la place d'armes, où débouchent le puits et la citerne. En retrait de la place d'armes, se dresse le donjon, de plan quadrangulaire, culminant à 44 m, avec un parapet couronné de créneaux pyramidaux tronqués. À l'intérieur, il est divisé en deux étages, avec des plafonds voûtés en berceau renforcés par des arcs brisés en pierre, éclairés par des fenêtres à meneaux. Toutes les portes de cette tour sont ornées de linteaux en arc brisé.
Adjacente au donjon se trouve la façade de l'ancien bureau du maire et d'autres dépendances. Ses murs sont percés de plusieurs portes, fenêtres et d'un escalier, témoignant de la vocation résidentielle de ce château. Au-dessus de la porte du bureau du maire, ornée de jambages en granite, figure une autre inscription épigraphique :

« CE TRAVAIL A ÉTÉ COMMANDÉ PAR FERNÃO RODRIGUES, VEDOR DE DOM FERNANDO NETO DEL REI ET COMTE D'ARRAIOLOS, DANS LE MONDE DE MILLE jjjjc ET X ANS. »

L'année indiquée dans l'inscription correspond à 1372 du calendrier grégorien .

## Galerie

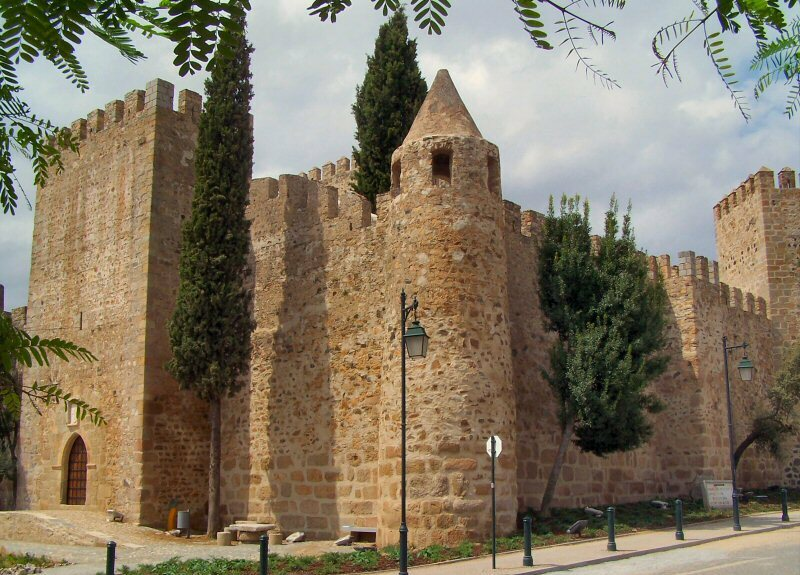
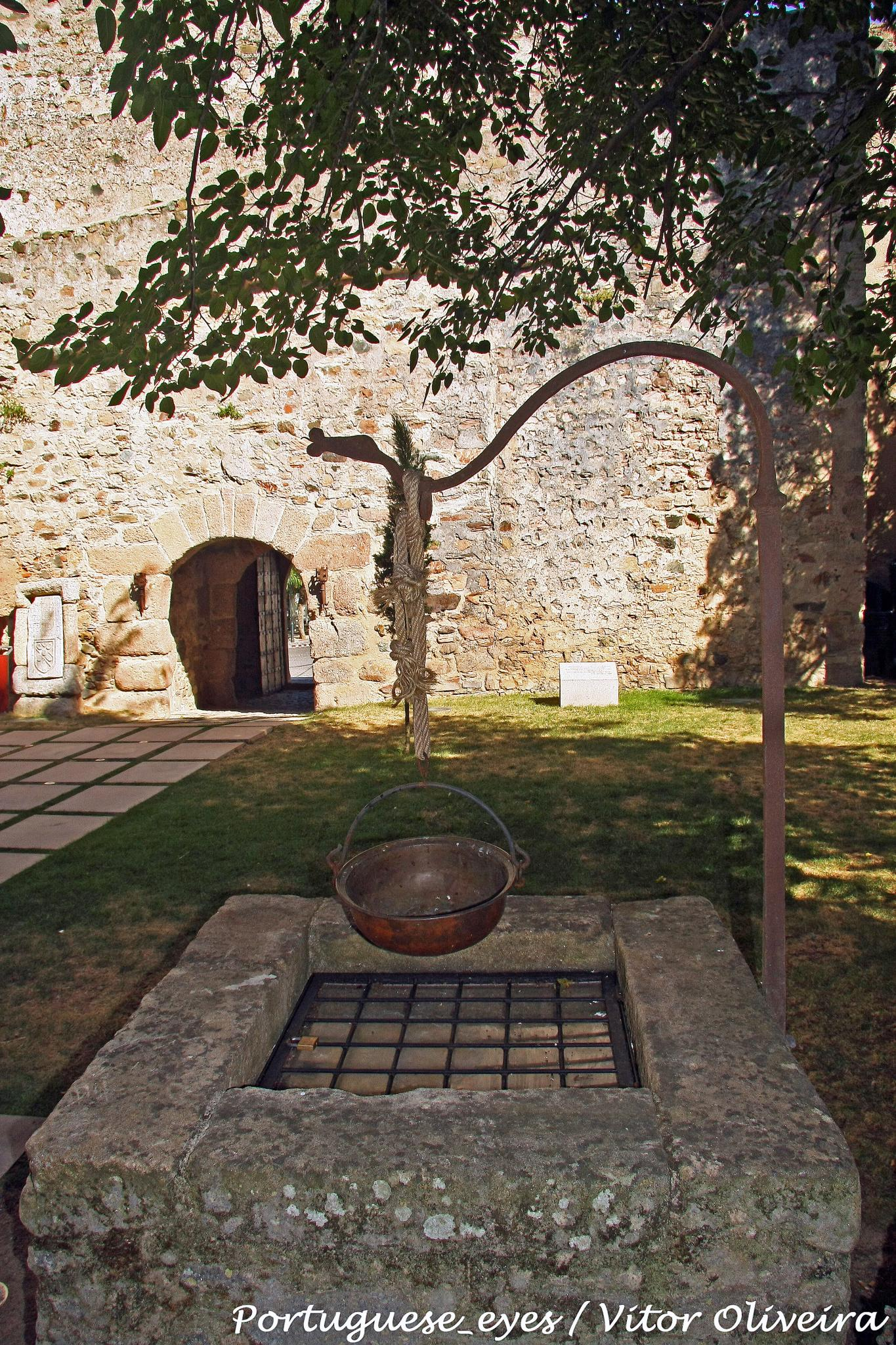
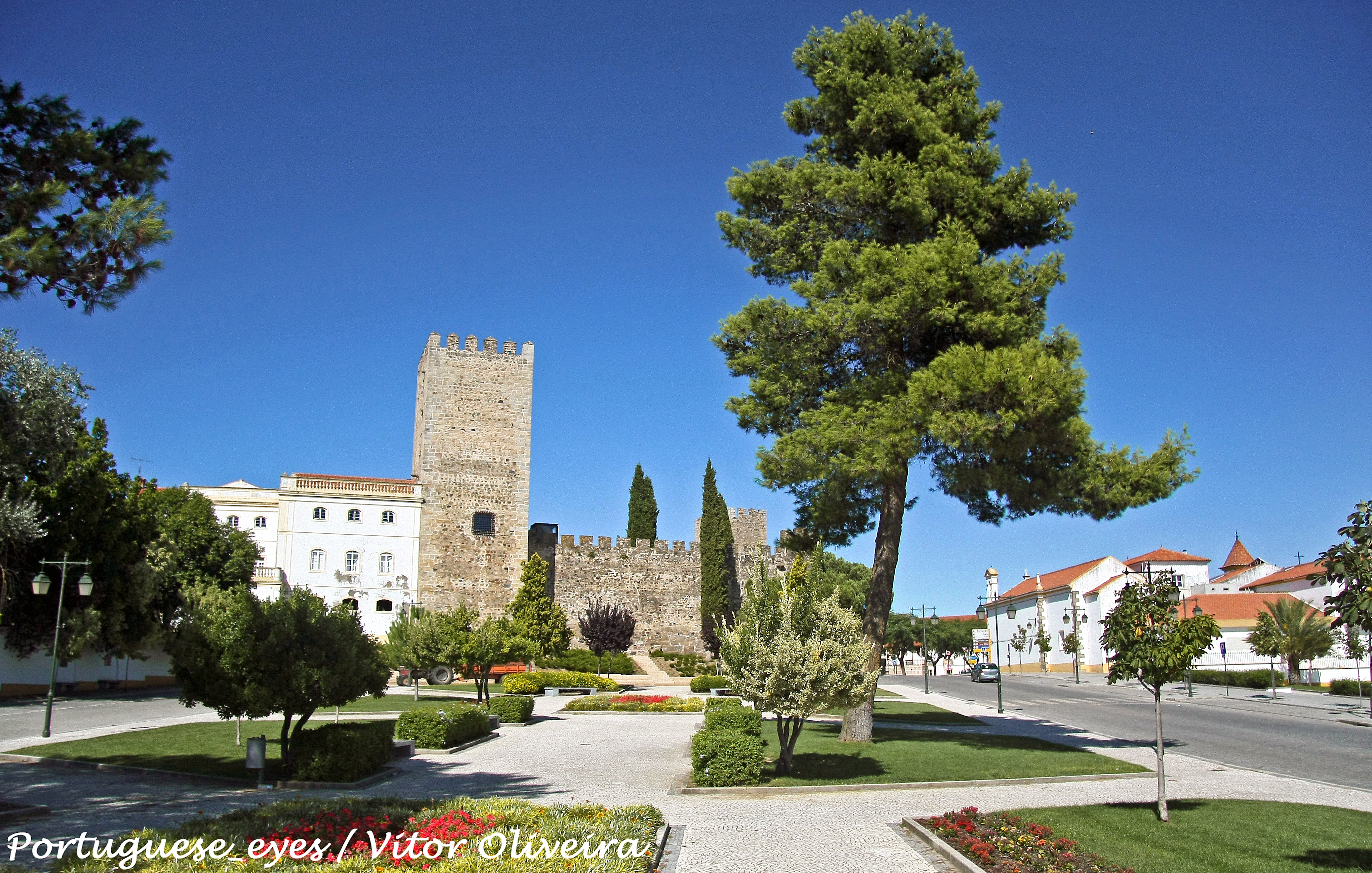